# Maréchal-Kalender
Der Maréchal-Kalender ist ein Kalenderentwurf, der 1787 von dem französischen Schriftsteller Sylvain Maréchal als Almanach des Honnêtes Gens veröffentlicht wurde. Darin übertrug er die in der Zinsrechnung verbreitete 30×12-Methode auf den Kalender; dabei hat jedes Jahr 12 Monate mit je 30 Tagen. Die restlichen Tage werden als Zusatztage am Jahresende angehängt. Maréchal wollte außerdem die christlichen Heiligenfeste durch Gedenktage an berühmte Männer der Geschichte ersetzen.

## Vorbilder
Der Maréchal-Kalender entspricht im Wesentlichen dem altägyptischen Kalender, der ebenfalls 12 Monate zu je 30 Tagen aufweist. Am Ende des Kalenderjahres wurden zunächst fünf Zusatztage, die Epagomene, eingeschoben (interkaliert). Im Jahre 238 v. Chr. wurde in Ägypten von Ptolemaios III. Euergetes I. durch das Kanopus-Dekret eine Schaltregel verfügt, die alle vier Jahre die Interkalation eines sechsten Epagomenen am Jahresende bestimmte. Jeder Monat wurde in drei je zehntägige Dekaden aufgeteilt. Zusätzlich konnte jede Dekade noch in zwei je fünf Tage umfassende "kleine" Wochen, die Pentaden, unterteilt werden.
Der Hauptunterschied zwischen dem Maréchal- und dem altägyptischen Kalender besteht in der Definition des Zeitpunkts des Jahresanfangs. Außerdem sind die Monats- und Wochentagsnamen sowie die Epoche nicht identisch.

## Rezeption
Sein Kalenderentwurf war eine maßgebliche Grundlage für die Entwicklung des Französischen Revolutionskalenders im Jahr 1793, an der Maréchal jedoch nicht selbst beteiligt war. Die Benennung der Tage nach historischen Persönlichkeiten wurde 1849 von Auguste Comte in seinem Positivisten-Kalender wieder aufgegriffen. Das Prinzip des 30-Tage-Monats findet sich auch im Sowjetischen Kalender wieder.